# Actualiteit
Actualiteit is het tijdig melden en doorzenden van nieuws, middels publicatie door kranten, televisie, radio en internet. Het tijdsinterval tussen gebeurtenis en de publicatie van deze gebeurtenis, bepaalt de mate van actualiteit van het gebodene.
Actualiteit was vanouds het handelsmerk van de dagbladen, die daarin geleidelijk werden overvleugeld door de (uitvinding van de) radio. De media kenmerken zich verder door publiciteit, universaliteit, periodiciteit, mechanische vermenigvuldiging, continuïteit, commercialiteit en ideologische verwantschap met de inhoud.
De woorden "actualiteit" en "actueel" stammen uit de 18e eeuw, maar kregen hun huidige lading pas met de ontwikkeling van de pers. Er kan onderscheid gemaakt worden tussen 'latente' actualiteit, bij langdurige probleemvelden zoals klimaatverandering, en 'brandende' (manifeste) actualiteit: recente of ophanden zijnde gebeurtenissen, zoals verkiezingen of rampen. Het redactiewerk door de journalist bestaat in het publiceren van zo actueel mogelijk nieuws, om zo tegemoet te komen aan de verwachtingen van de krantenlezer, en andere nieuwsgebruikers. De opkomst van het internet heeft geleid tot een ware revolutie in de wereld van de massamedia. De strijd om als eerste de actualiteit te brengen is door de online media  gewonnen ten koste van de gedrukte media, die daardoor werden gedwongen ook zelf het internet op te gaan. De actualiteit speelt een toenemende rol binnen vakbladen en wetenschappelijke tijdschriften, waar het een ware sport is om onderzoeksresultaten zo snel mogelijk te publiceren. In minder frequent verschijnende tijdschriften en weekbladen  wordt vaker ingegaan op de achterliggende context van recente gebeurtenissen, en  op de grotere thema's eromheen. 